# Седалищев, Никифор Кирикович
Никифор Кирикович Седалищев (29 января 1913 — февраль 1944) — якутский советский писатель. Член Союза писателей СССР (1939).

## Биография
Родился 29 января 1913 года в Кэнтикском наслеге Верхневилюйского улуса, выходец из бедняцкой семьи.
Принимал активное участие в проведении коллективизации и организации первого колхоза в родном наслеге, был председателем колхоза.
В 1931 году поступил в Вилюйский педагогический техникум.
Педагогику и историю в техникуме преподавал Ф.Г. Винокуров, организовавший литературный кружок, участники которого писали стихи и пьесы, участвовали в постановках самодеятельности. Был издан сборник произведений участников кружка, в котором был напечатан и первый рассказ Никифора Седалищева.
В 1934-1936 годах работал учителем якутского языка и литературы в школах Вилюйского и Верхневилюйского улусов. 
В 1938-1941 годах — секретарь, а затем ответственный редактор республиканской пионерской газеты «Бэлэм буол!» («Будь готов!», в настоящее время — «Кэскил»/«Юность Севера»). 
Написал несколько рассказов. С 1939 года — член Союза писателей СССР.
С началом Великой Отечественной войны, в августе 1941 года, призван в Красную Армию. 
Окончив курсы радистов, затем курсы офицерского комсостава, в звании младшего лейтенанта командовал взводом.
Участвовал в боях под Ленинградом и Калинином. Был трижды ранен. 
Пропал без вести в феврале 1944 года.

Кто же отправил меня за несколько тысяч километров от родных мест на войну, оторвав сына от матери, отлучив мужа от жены? Кто же заставил меня уйти от спокойной, счастливой, благополучной жизни, мерзнуть в зимние холода и месить ногами летом болотную грязь? Кто же довел меня до сердечной боли при воспоминании о любимой жене, о родной своей Якутии? Кто же пролил чистую кровь советского народа? Мотя! Пойми, во всем виноват Гитлер, германский фашизм. Все ближе и ближе час расплаты. Если я не погибну, то отомщу. Если погибну, то за меня отомстят мои товарищи.— из письма-треугольника Н.К. Седалищева с фронта жене (цитируется по книге исследователя Д.Д. Петрова)

## Творчество
Написал для детей около двадцати рассказов, пьесу и повесть. Переводчик произведений русских писателей на якутский язык. 
Наиболее значительное произведение писателя — повесть «Лоокуут уонна Ньургуьун» (1938), созданная на основе якутского фольклора. В дальнейшем сюжет повести был также использован писателем Тимофеем Сметаниным в драме «Лоокуут и Нюргусун», а также поэтом К. Уурастыыровым и драматургом С. Омоллооном для оперного либретто. 
В 1957 году избранные произведения писателя, с предисловием С. Данилова, были изданы Якутским книгоиздатом, на якутским языке.

### Издания
- Ньургуґун уонна Лоокуут: Кэпсээннэр. – Дьокуускай: Кинигэ изд-та, 1938. – 32 с.
- Талыллыбыт айымньылар.  – Дьокуускай: Кинигэ изд-та, 1957. – 116 с.[5]

## Память
Кэнтикская средняя общеобразовательная школа Верхневилюйского улуса носит имя Н.К. Седалищева